# François Lecointre
François Gérard Marie Lecointre (født 6. februar 1962) er en fransk general, som har fungeret som forsvarschef siden 20. juli 2017.

## Recognitions and Honors
|  |  |  |
|  |  |  |

|  |

- Ridder af Æreslegionen
- Officer af Nationale fortjenestesorden (Frankrig)
- Croix de guerre des théâtres d'opérations extérieures (Krigskorset for eksterne operationer)
- Croix de la Valeur Militaire